# TRANS J-NIC online
TRANS J-NIC online（とらんす・じぇい・にっく・おんらいん）は、2003年4月5日から2004年3月27日までの毎週土曜日18:00～21:00にFM NORTH WAVEとCROSS FMの2局ネットで放送されたラジオ番組。DJはクリス・ペプラーが務めた。

## 概要
- JFL(JAPAN FM LEAGUE)の加盟局でもあるエフエム・ノースウェーブとCROSS FMはよく共同制作番組を放送しており、この番組もその1つ。おそらく土曜日深夜に放送された「HITS CUTS NOW」に続いて1年ぶりの2局ネットでの放送ではないかと思われる。[独自研究?]
- 「HITS CUTS NOW」はエフエム・ノースウェーブをキーステーションとして放送されたが、この番組では東京・南青山のスタジオから毎週生放送されていた。
- エフエム・ノースウェーブのみ、奥かおるがナビゲーターを務めた「TRANS J-NIC beatline」が放送されていた。
- CROSS FMでは同時期放送されていた「CROSS SUPER SATURDAY」内での番組(3部構成の第2部)として放送されていた。
- 現在[いつ?]、この時間には後番組として再びエフエム・ノースウェーブとCROSS FM2局ネットで「BEAT DELUXE」が放送されている。

## DJ
- クリス・ペプラー

彼自身がこの2局で番組を担当するのはおそらく初めてであった。
クリス・ペプラーの休演時にはアラン・Jや南美布が代理ＤＪを務めたこともあった。

## 番組の特徴
- この番組では現在[いつ?]主流となった、FAXとEメールでリスナーからの参加を呼びかけるのではなく、番組宛てに何も記入しないEメール（いわゆる「空メール」）をリスナーから送信してもらい、その送信元にすぐ番組内容、番組専用ホームページのURLなどを記載した返信メールを送信して、そのURLからホームページにアクセスの上で番組に参加してもらう形式をとった。また返信メールにキーワードを記載し、そのキーワードを書くことをプレゼントの応募条件にする工夫も見られた。現在[いつ?]、その専用ホームページは閉鎖されている。
- 東京からの生放送であったため、ポール・ギルバートやサザンオールスターズの桑田佳祐など、多数のゲストが出演した。

## コーナー
- SUPER TOP 10

エフエム・ノースウェーブの「SAPPORO HOT 100」とCROSS FMの「COUNTDOWN KYUSHU HOT 100」の上位曲からランダムに5曲ずつ、計10曲を取り上げて冒頭にその10曲を紹介。リスナーにどの曲がいいかを投票してもらい、その結果を20時台にカウントダウン形式で発表する。ただ通常のカウントダウンと違うのは、「投票数の低い曲はみんな聴きたがらないのだろう」という番組の独断と偏見から、10位は1秒、9位は10秒、8位は20秒、7位は30秒、6位は1分しか放送されない。そして3位まで紹介した時点で残る2曲を再度「決選投票」として追加投票を受け付け、コーナーの最後に最も投票数の多かった曲を紹介する。2位の曲はその週の最後の曲として番組のエンディングで放送される。